# 21 Pułk Piechoty (LWP)
21 pułk piechoty (21 pp) – oddział piechoty ludowego Wojska Polskiego.

## Formowanie i zmiany organizacyjne
Pułk był formowany dwukrotnie, latem i jesienią 1944 roku, w oparciu o sowiecki etat Nr 04/501 pułku strzelców gwardii.
Po raz drugi 21 pułk piechoty rozpoczęto formować w październiku 1944 roku w rejonie Zamościa, w składzie 12 Dywizji Piechoty. Na dowódcę pułku został wyznaczony oficer Armii Czerwonej, major Mikołaj Pietruszenko. 1 listopada 1944 roku zalążek pułku liczył 237 żołnierzy, w tym 19 oficerów, 9 podoficerów i 209 szeregowców. Stanowiło to 8,4% stanu etatowego. 15 listopada 1944 roku została podjęta decyzja o zaniechaniu formowania 3 Armii, a tym samym 21 pp. Do końca listopada jednostka została rozformowana, a żołnierze w większości wcieleni do 10 DP i 10 BAC.